# Dewindtite
La dewindtite è un minerale scoperto nel 1922, appartenente al gruppo della fosfuranilite.

## Etimologia
Il nome è stato attribuito dal suo scopritore Alfred Schoep in onore dello studente di geologia belga Jean Dewindt che annegò accidentalmente nel lago Tanganica.

## Origine e giacitura
La dewindtite è un minerale secondario prodotto dall'alterazione dell'uraninite o di altri minerali contenenti uranio.

## Forma in cui si presenta in natura
La dewindtite si rinviene generalmente sotto forma di masse polverulente oppure in microscopici cristalli tabulari o più raramente in cristalli striati.